# 马丁 (妇产科学专家)
马丁（1957年4月24日—），云南昆明人，中国妇产科学专家，中国工程院院士，现任华中科技大学同济医学院附属同济医院妇产科主任、主任医师，教授、博士生导师。

## 生平
1982年毕业于同济医科大学附属同济医院。1990年获妇科肿瘤学博士学位。